# Stadtpfarrkirche St. Johann (Rapperswil)

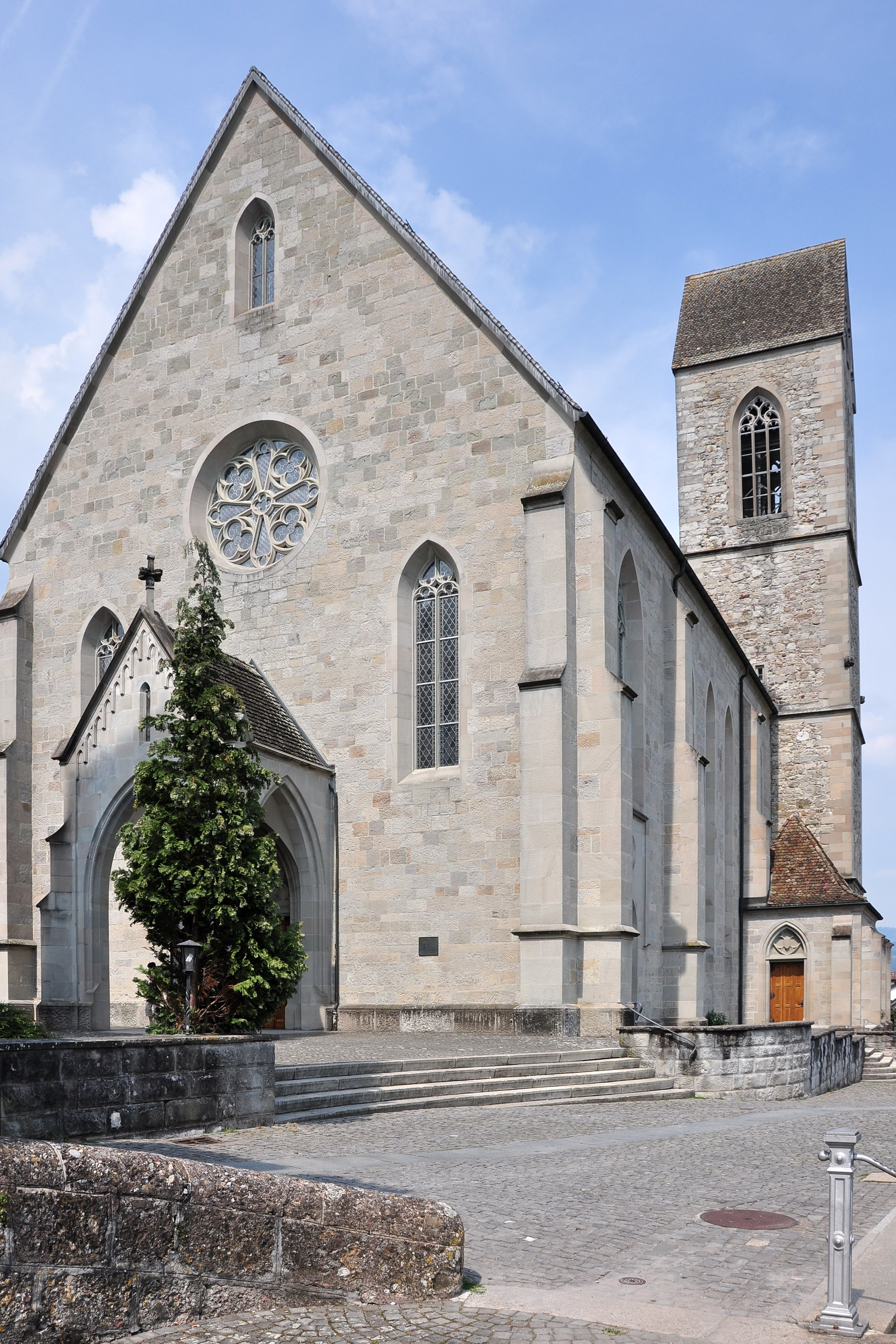
Stadtpfarrkirche St. Johann in Rapperswil

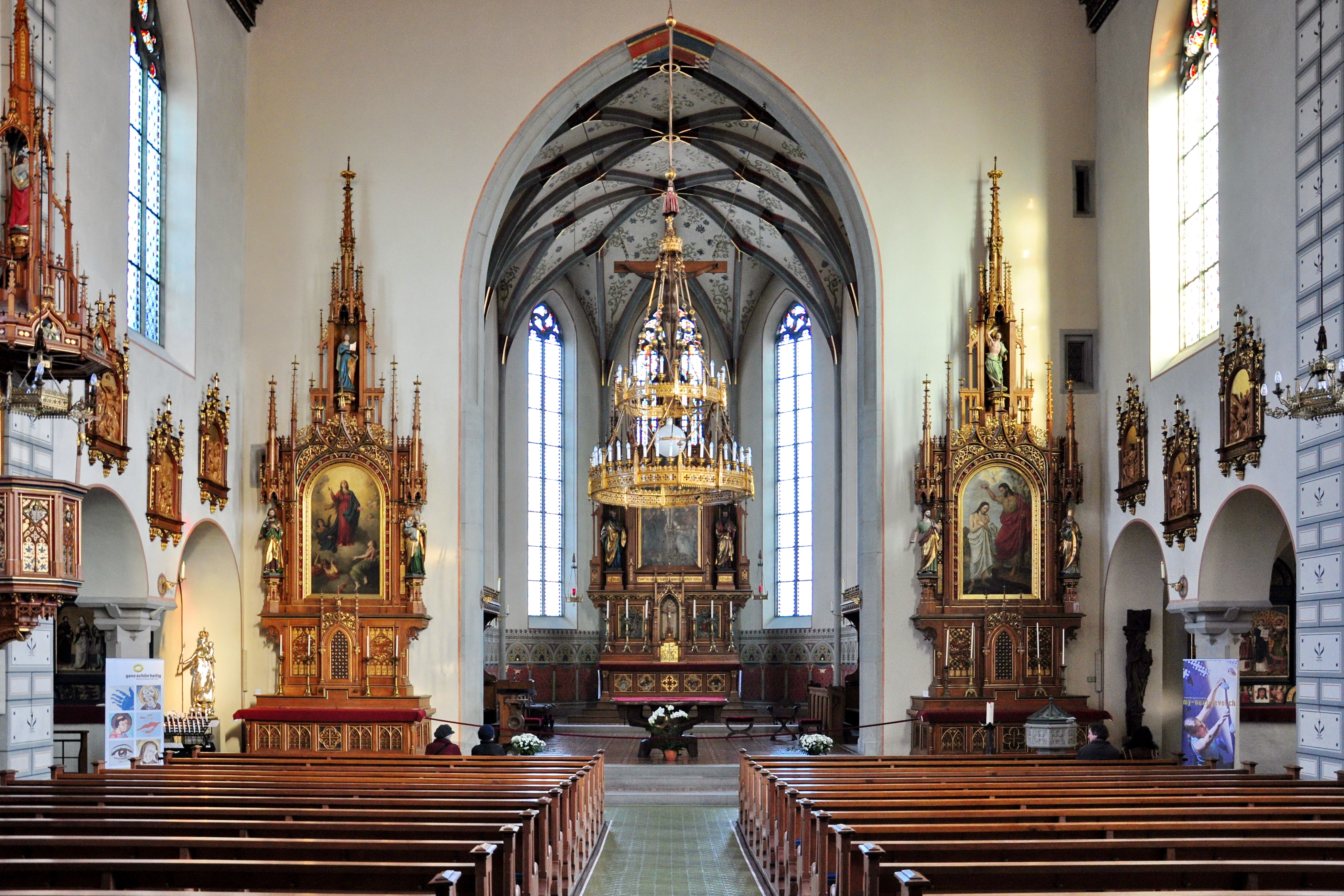
Kirchenschiff mit Apsis

Die Stadtpfarrkirche St. Johann ist eine römisch-katholische Kirche im Ortsteil Rapperswil, Gemeinde Rapperswil-Jona, im Schweizer Kanton St. Gallen. Nach einem verheerenden Brand und weitgehendem Neubau wurde St. Johann am 6. Oktober 1885 neu geweiht. Ihr Baustil ist eine Vermischung von Stilelementen aus sieben Jahrhunderten.

## Lage
Die Kirche steht auf der ansteigenden östlichen Flanke des Schlosshügels, am Herrenberg im nördlichen Teil der Altstadt von Rapperswil, 20 Meter östlich des Schlosses. Nordwestlich der Pfarrkirche befindet sich die 1489 erbaute Liebfrauenkapelle mit dem Beinhaus aus dem Jahr 1253, als Rapperswil selbständige Pfarrei wurde und einen Friedhof erhielt. Auf der gegenüberliegenden Seite der Herrenberg-Gasse liegen die ehemaligen Pfrundhäuser der Kirchgemeinde Rapperswil-Jona.

## Geschichte
Die erste Kirche im Schatten der Burg ist im Auftrag des Grafen von Rapperswil zeitgleich mit Stadt und Schloss Rapperswil um 1229 erbaut worden. Für das Rapperswiler Grafenhaus war der Bau der Stadtkirche nur eine einer ganzen Reihe namhafter kirchlicher und klösterlicher Stiftungen und Gründungen: Ritterhaus Bubikon (1192), Kloster Wettingen (1227), Kloster Oberbollingen (um 1250), 1259 das Zisterzienserinnen-Kloster Mariazell-Wurmsbach und das Dominikanerinnen-Kloster Weesen. 1227 und 1290 schenkten bzw. verkauften die Rapperswiler dem Kloster Wettingen ihre Güter in Uri, darunter Göschenen. Diese nicht ganz uneigennützige, zu jener Zeit aber standesübliche Wohltätigkeit sicherte den Mitgliedern des Hauses Rapperswil ihr Seelenheil und irdische Güter samt Einkünften. Rechtlich unterstand St. Johann bis 1253 der Pfarrei Busskirch und damit dem Kloster Pfäfers, seither ist Rapperswil eine eigenständige Stadtpfarrei.

## Architektur und Ausstattung
Aus den archäologischen Ausgrabungen anlässlich der Renovationsarbeiten von 1971/72 konnten über die ursprüngliche Bausubstanz aufschlussreiche Erkenntnisse gewonnen werden: Die romanische Saalkirche mit gerader Chorabschlussmauer, an die sich Teile des Friedhofs anfügten, wurde 1383 zur Burg hin um acht Meter verlängert und erhöht. Zum romanischen Nordturm aus der Pfarreigründung (1253) gesellte sich nach 1441 der gotische, etwas grössere und massiv gebaute Südturm. 1493/97 ermöglichten Sammelaktionen in habsburgischen Städten sowie der Nachlass der Gräfin Gutta von Reinach-Wertheim den Umbau in einen dreiseitigen gotischen Chor mit Rippengewölbe und Masswerkfenster. Die nach der Reformation um 1531 entstandenen Renaissance-Flügelaltäre in den Seitenkapellen blieben vom verheerenden Kirchenbrand am 30. Januar 1882 verschont, da sie in der Barockzeit in andere Kapellen versetzt wurden. Auch die durch dicke Mauern geschützte Turmsakristei im Südturm blieb unversehrt, mitsamt dem kostbaren Kirchenschatz: Meisterwerke u. a. der Rapperswiler Goldschmiede Breny, Dietrich, Dumeisen, Rüssi und Ysenschlegel, die ihn zum reichsten im Linthgebiet machen.
Beraten durch den Kunsthistoriker Johann Rudolf Rahn, errichtete der Architekt Xaver Müller die Kirche weitgehend neu, in Anlehnung an den zerstörten Bau. Die erhaltenen Türme wurden um 1,2 Meter erhöht. Neu waren ein Chor mit neugotischem Sternengewölbe, die Verlängerung des Kirchenschiffs um einige Meter und eine doppelt gewalmte Holzdecke. Die neugotischen Altäre und die Kanzel schuf das Atelier Marggraf in München. Die Neuweihe erfolgte am 6. Oktober 1885. Den grossen Leuchter lieferte 1894 die Firma Benziger & Co. aus Einsiedeln. Renovationen folgten 1959/60 – Aussenfassade und neue Glocken – sowie 1971/73 und 1981.

### Orgel

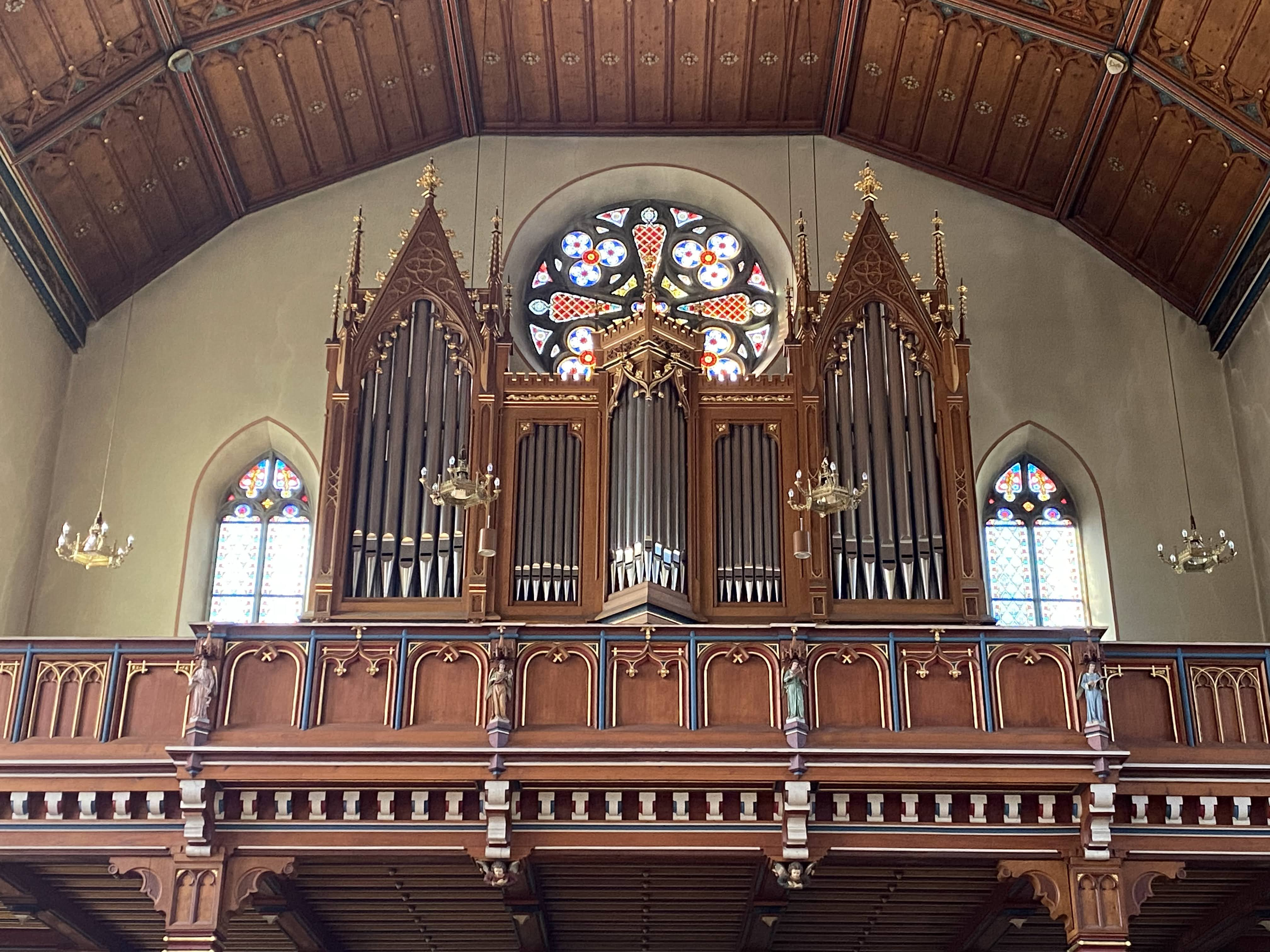
Empore und Orgelprospekt

Die Orgel wurde 1975 von der Orgelbaufirma Mathis erbaut. Das Instrument hat 39 Register auf drei Manualen und Pedal. Die Spiel- und Registertrakturen sind mechanisch.
| I Schwellwerk C–g3 |       |
| Gedackt            | 8′    |
| Gambe              | 8′    |
| Vox coelestis      | 8′    |
| Principal          | 4′    |
| Traversflöte       | 4′    |
| Nasat              | 2 ⁄3′ |
| Nachthorn          | 2′    |
| Terz               | 1 ⁄3′ |
| Mixtur IV-V        | 2′    |
| Fagott-Dulcian *   | 16′   |
| Schalmey           | 8′    |
| Tremulant          |       |

| II Hauptwerk C–g3 |        |
| Bourdon           | 16′    |
| Principal         | 8′     |
| Hohlflöte         | 8′     |
| Octave            | 4′     |
| Spitzflöte        | 4′     |
| Octave            | 2′     |
| Diskant-Terz *    | 1 3⁄5′ |
| Mixtur IV-V       | 1 ⁄3′  |
| Trompete          | 8′     |

| III Oberwerk C–g3 |       |
| Pommer            | 8′    |
| Fugara            | 4′    |
| Rohrflöte         | 4′    |
| Principal         | 2′    |
| Sesquialtera II   |       |
| Larigot           | 1 ⁄3′ |
| Scharf II-III     | 1 ⁄3′ |
| Vox humana        | 8′    |
| Tremulant         |       |

| Pedal C–f1     |         |
| Principal      | 16′     |
| Subbass        | 16′     |
| Quinte *       | 10 2⁄3′ |
| Octave         | 8′      |
| Rohrgedackt    | 8′      |
| Choralbass     | 4′      |
| Hintersatz IV  | 2 ⁄3′   |
| Kontrafagott * | 32′     |
| Posaune        | 16′     |
| Trompete       | 8′      |
| Zinke          | 4′      |

- Koppeln: I/II, III/II, I/P, II/P, III/P
- Änderung * durch Mathis Orgelbau AG (Hermann Mathis) im Jahre 2010

### Glocken

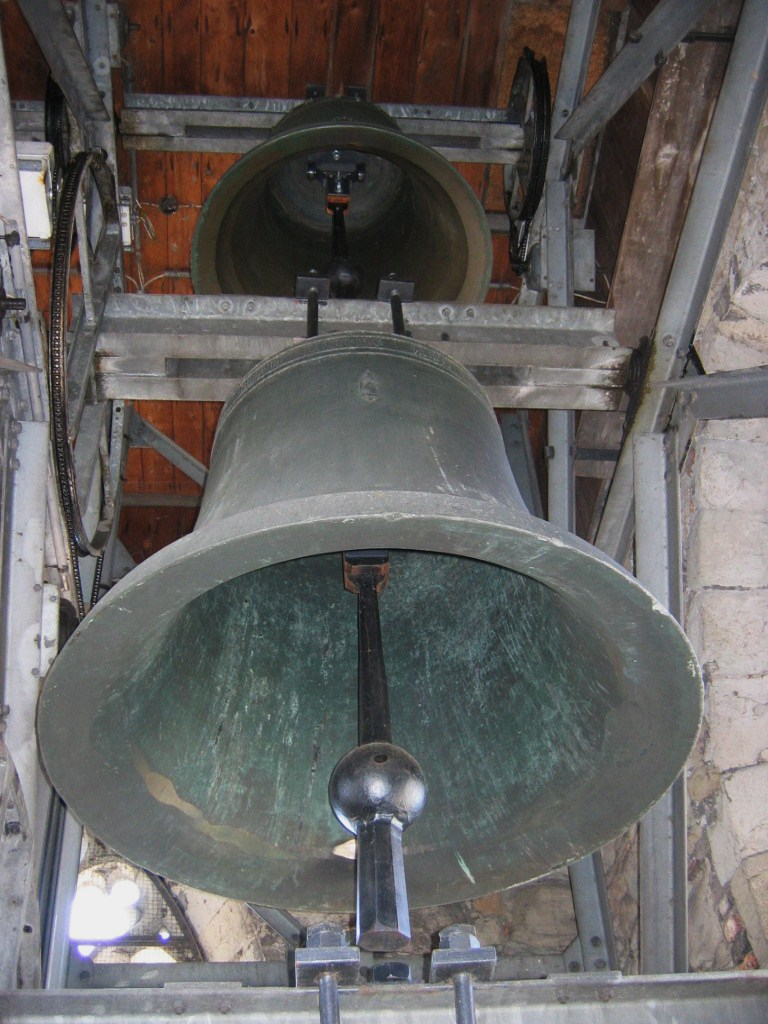
Marienglocke von 1537, darüber Bruderklausenglocke von 1960

Im grossen Turm hängt ein klanglich herausragendes Geläute aus sieben Glocken. Die historische dritte Glocke wurde 1960 von Friedrich Wilhelm Schilling (Heidelberg) um sechs Glocken ergänzt. Die Glocken mit einem Gesamtgewicht von rund 16'000 Kilogramm hängen in einem massiven Stahlglockenstuhl an geraden Stahljochen. Samstags um 15:00 Uhr wird für rund fünf Minuten mit allen Glocken der Sonntag eingeläutet.
| Nr. | Name           | Nominal | Gussjahr | Giesser, Gussort                        | Gewicht    |
| --- | -------------- | ------- | -------- | --------------------------------------- | ---------- |
| 1   | Dreifaltigkeit | as0     | 1960     | Friedrich Wilhelm Schilling, Heidelberg | 6'040 kg   |
| 2   | Heiligkreuz    | b0      | 1960     | Friedrich Wilhelm Schilling, Heidelberg | 3'900 kg   |
| 3   | Maria          | des1    | 1537     | Hans I. Füssli, Zürich                  | ≈ 2'100 kg |
| 4   | Johannes       | es1     | 1960     | Friedrich Wilhelm Schilling, Heidelberg | 1'562 kg   |
| 5   | Bruder Klaus   | f1      | 1960     | Friedrich Wilhelm Schilling, Heidelberg | 1'081 kg   |
| 6   | Schutzengel    | as1     | 1960     | Friedrich Wilhelm Schilling, Heidelberg | 740 kg     |
| 7   | Josef          | b1      | 1960     | Friedrich Wilhelm Schilling, Heidelberg | 513 kg     |

## Pfarrgemeinde
Die Pfarrei St. Johann wurde im Jahr 1253 durch Graf Rudolf III. gegründet und gehört heute zur katholischen Kirchgemeinde Rapperswil-Jona. St. Johann zählt 3'900 Gläubige und umfasst das Gebiet der bis 31. Dezember 2006 eigenständigen politischen Gemeinde Rapperswil. Johannes der Täufer ist seit 1253 Schutzpatron der Pfarrei.
Die 1737 von einigen «Herren Musicanten» gegründete «Bruderschaft der hl. Caecilia und Katharina» (Caecilia-Musikgesellschaft) sorgt noch heute für hochstehende Kirchenmusik in der Stadtpfarrkirche St. Johann. In ihrem Repertoire finden sich auch Kompositionen des in Rapperswil geborenen Kirchenmusikers und Komponisten Carl Greith (* 1828; † 1887), Domkapellmeister in München. Von ihm und seinem Vater Franz Josef Greith (* 1799; † 1869) – Komponist und Musikpädagoge, der die Melodie des Rütliliedes («Von ferne sei herzlich gegrüsst, du stilles Gelände am See») komponierte – sind über 1'000 Kompositionen bekannt.

## Bildergalerie

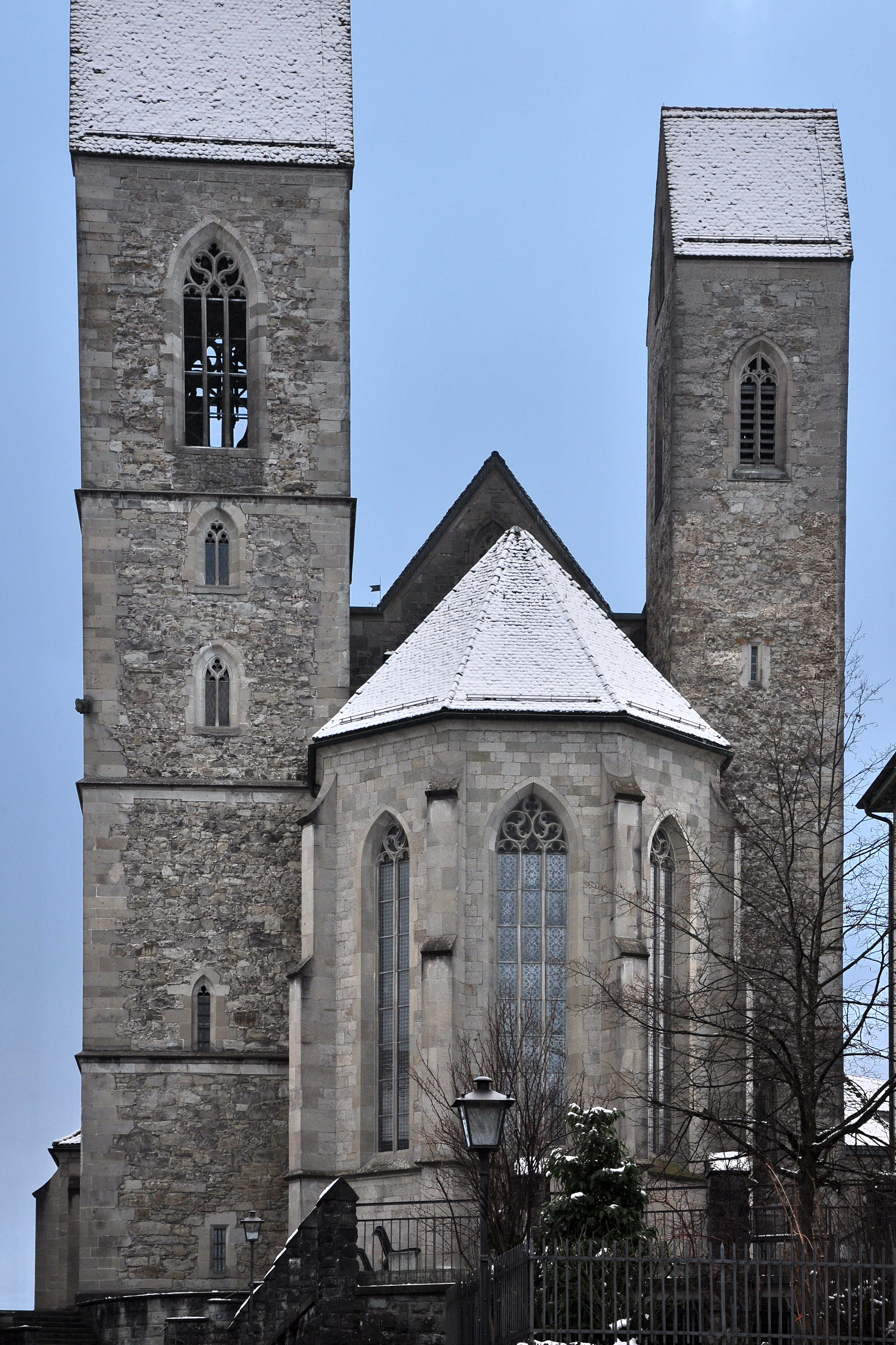
Ansicht vom Primarschulhaus Herrenberg
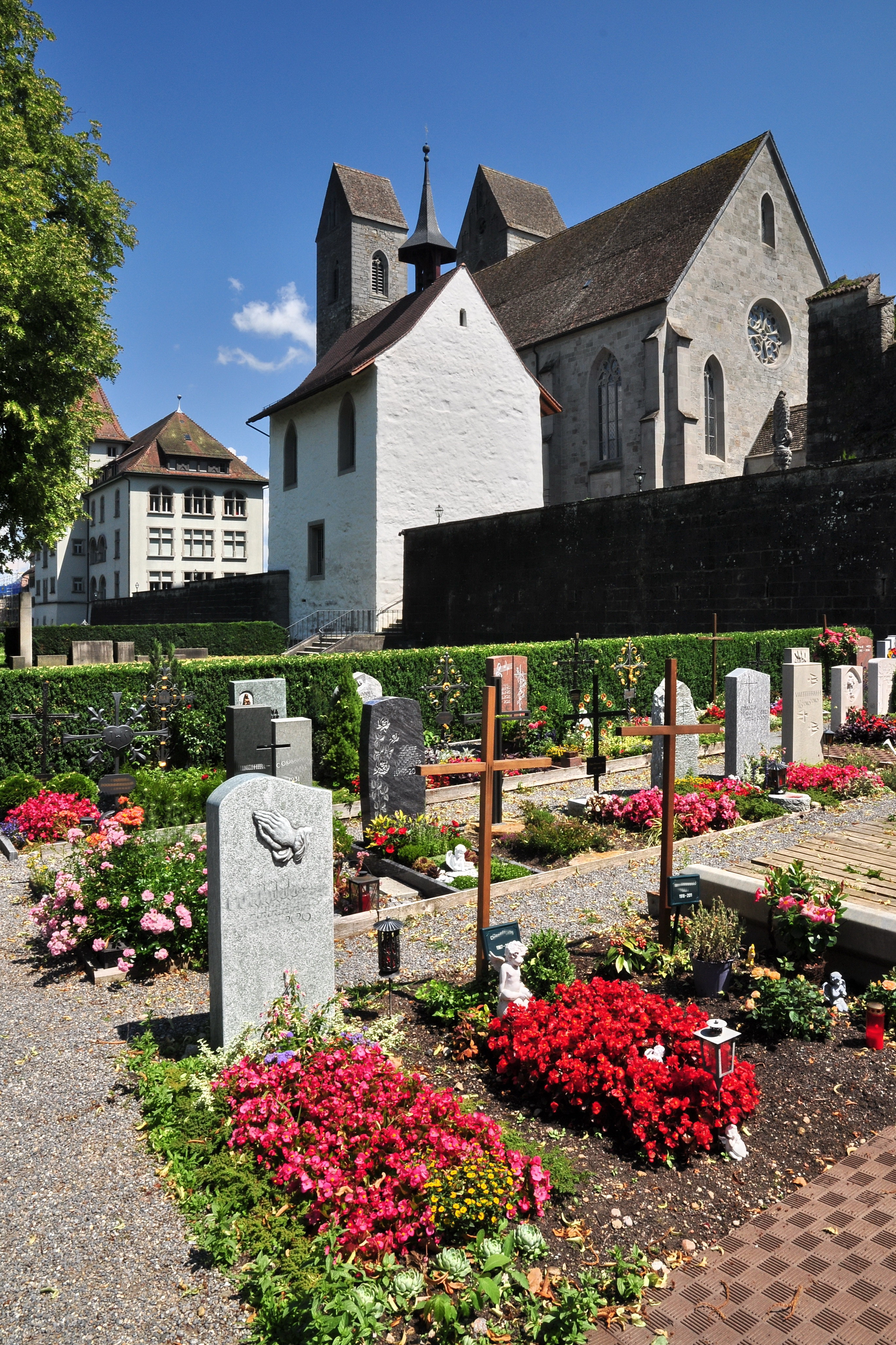
Ansicht vom Stadtfriedhof auf Liebfrauenkapelle und Stadtpfarrkirche, links das Schulhaus Herrenberg
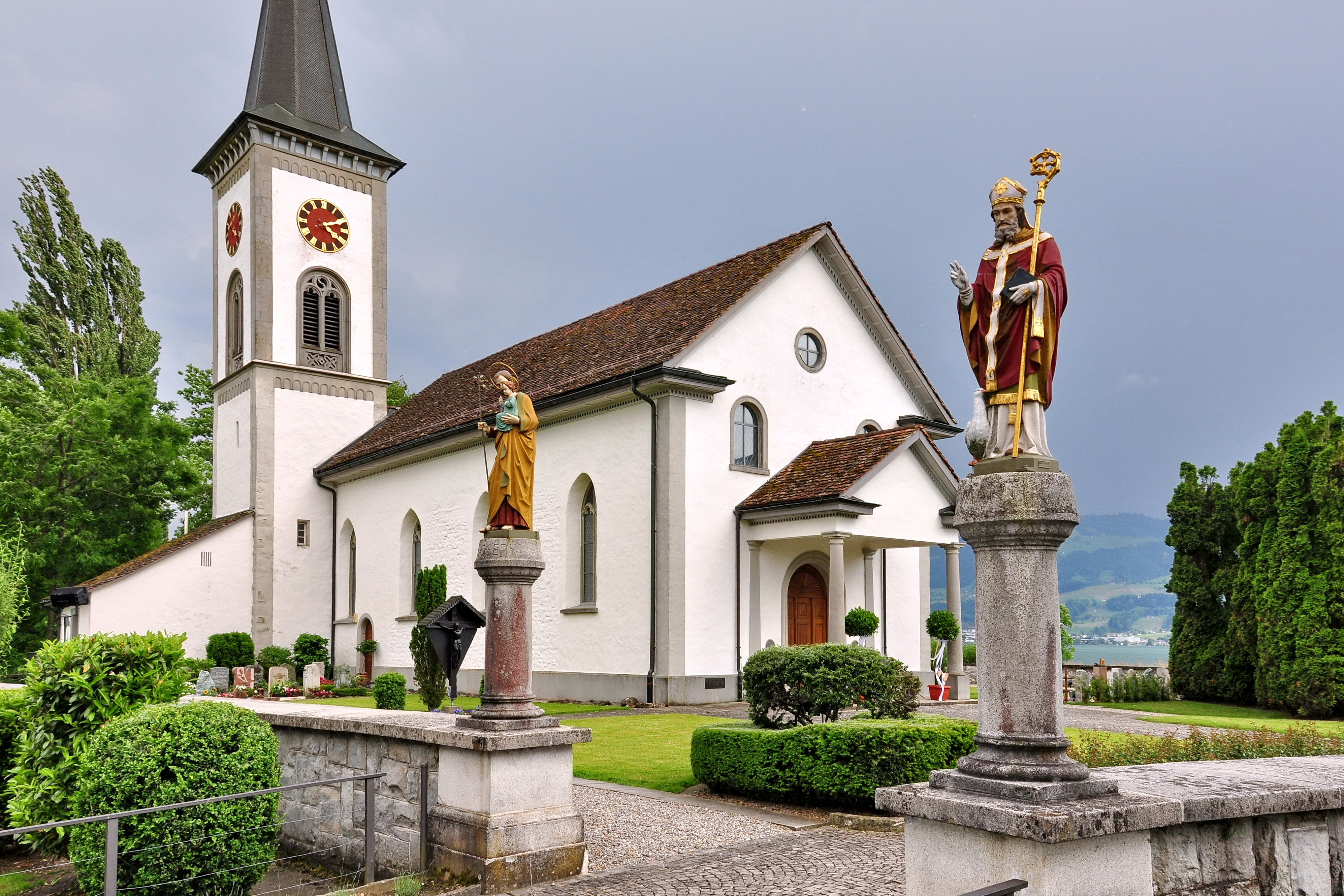
Die Mutterkirche St. Martin Busskirch in Jona
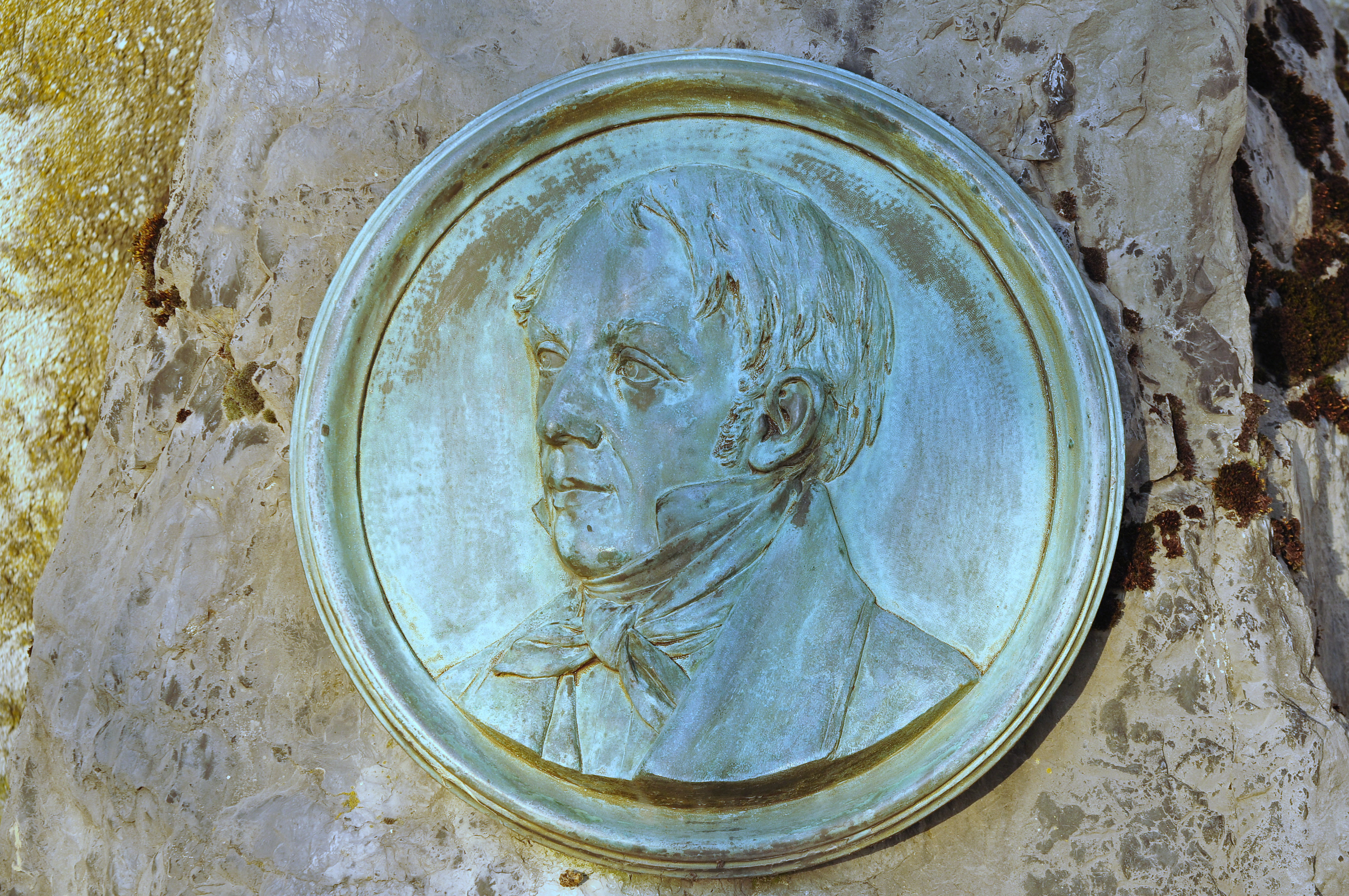
Franz Josef Greith, Denkmal beim Kapuzinerkloster
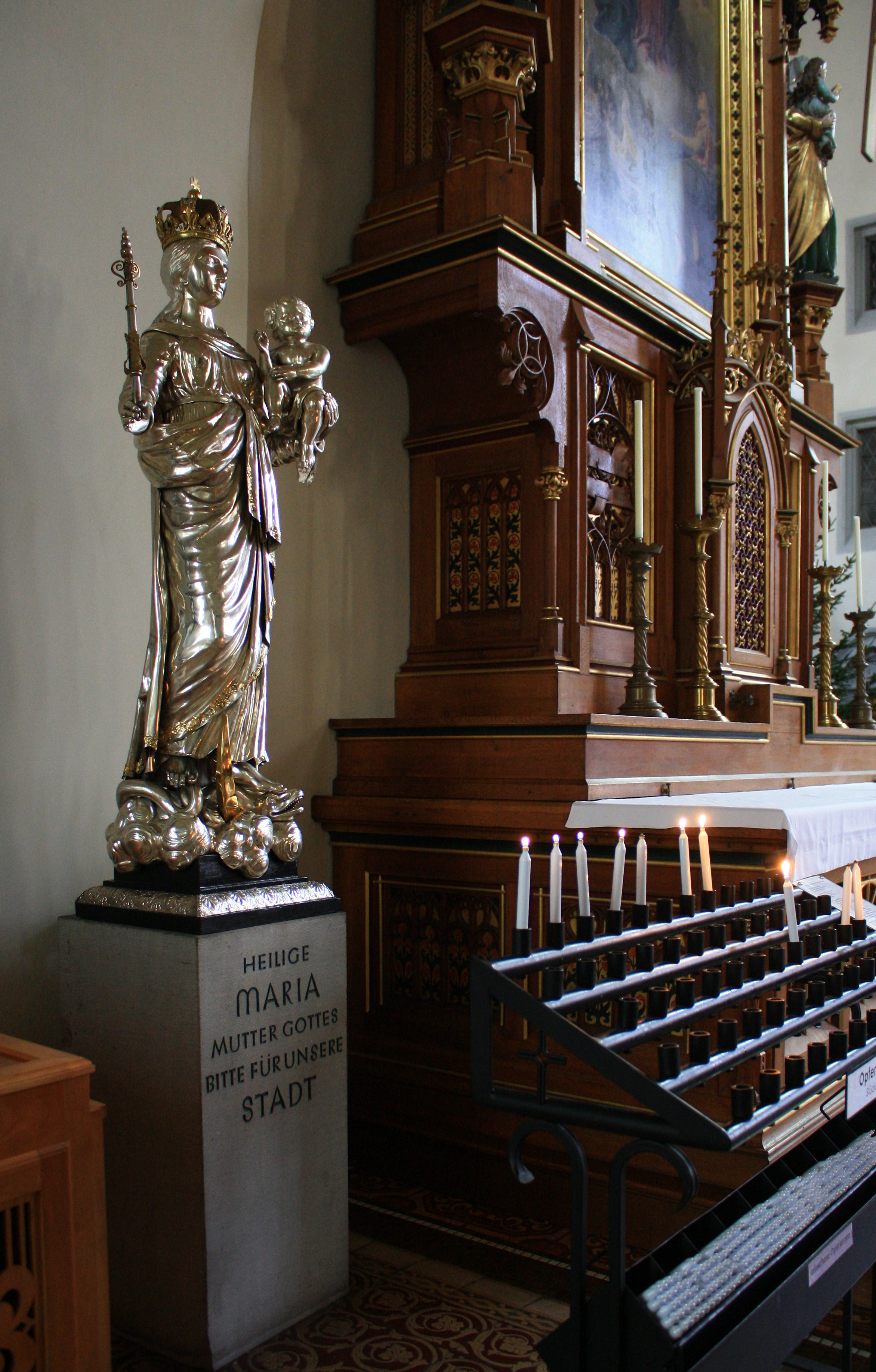
Muttergottesstatue beim linken Seitaltar
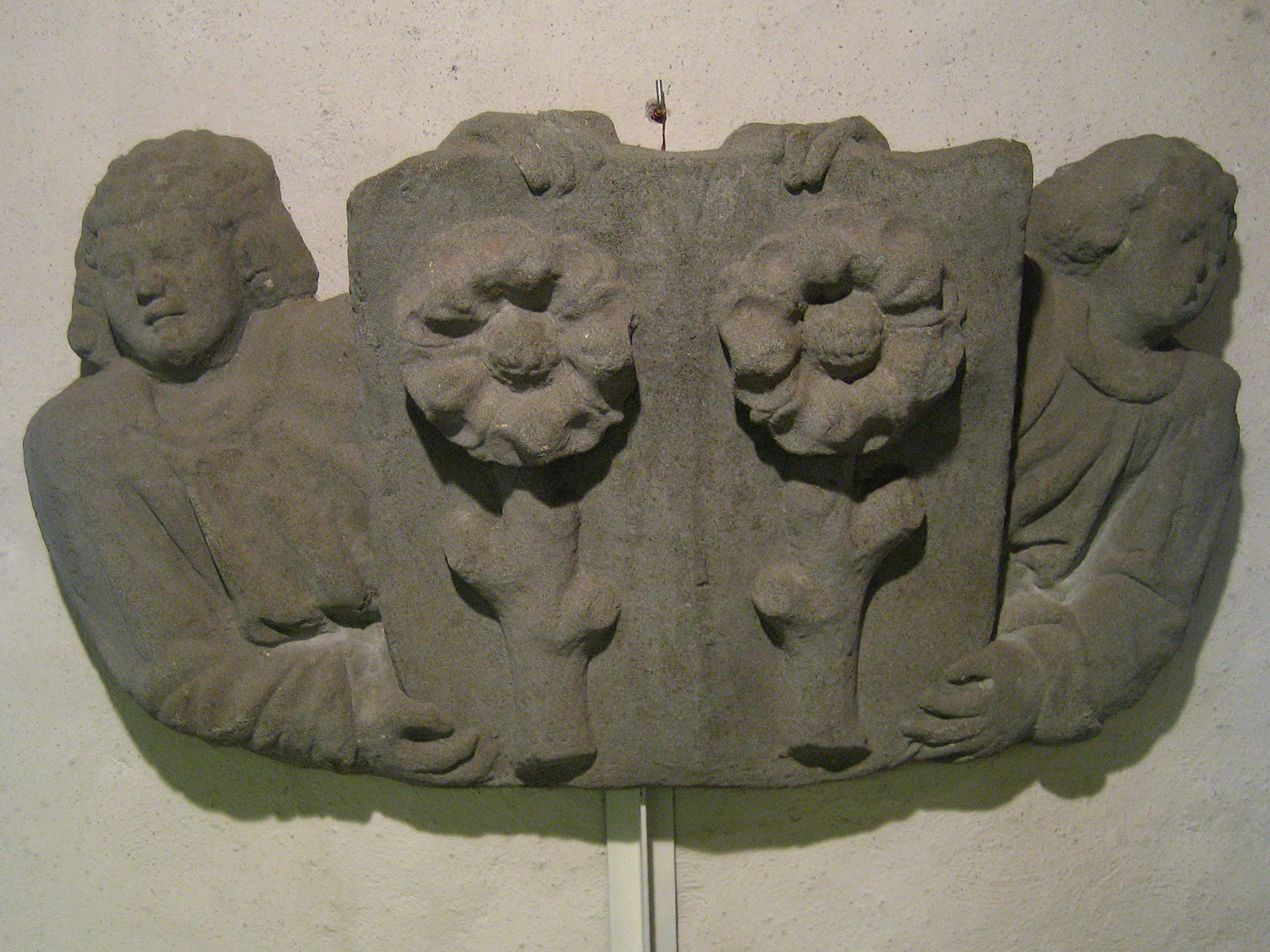
Engelkonsole mit Rapperswiler Wappen (um 1440/50), vormals Turmsakristei, im Stadtmuseum Rapperswil